# Politische Berichterstattung in Schweizer öffentlich-rechtlichen Fernsehsendern

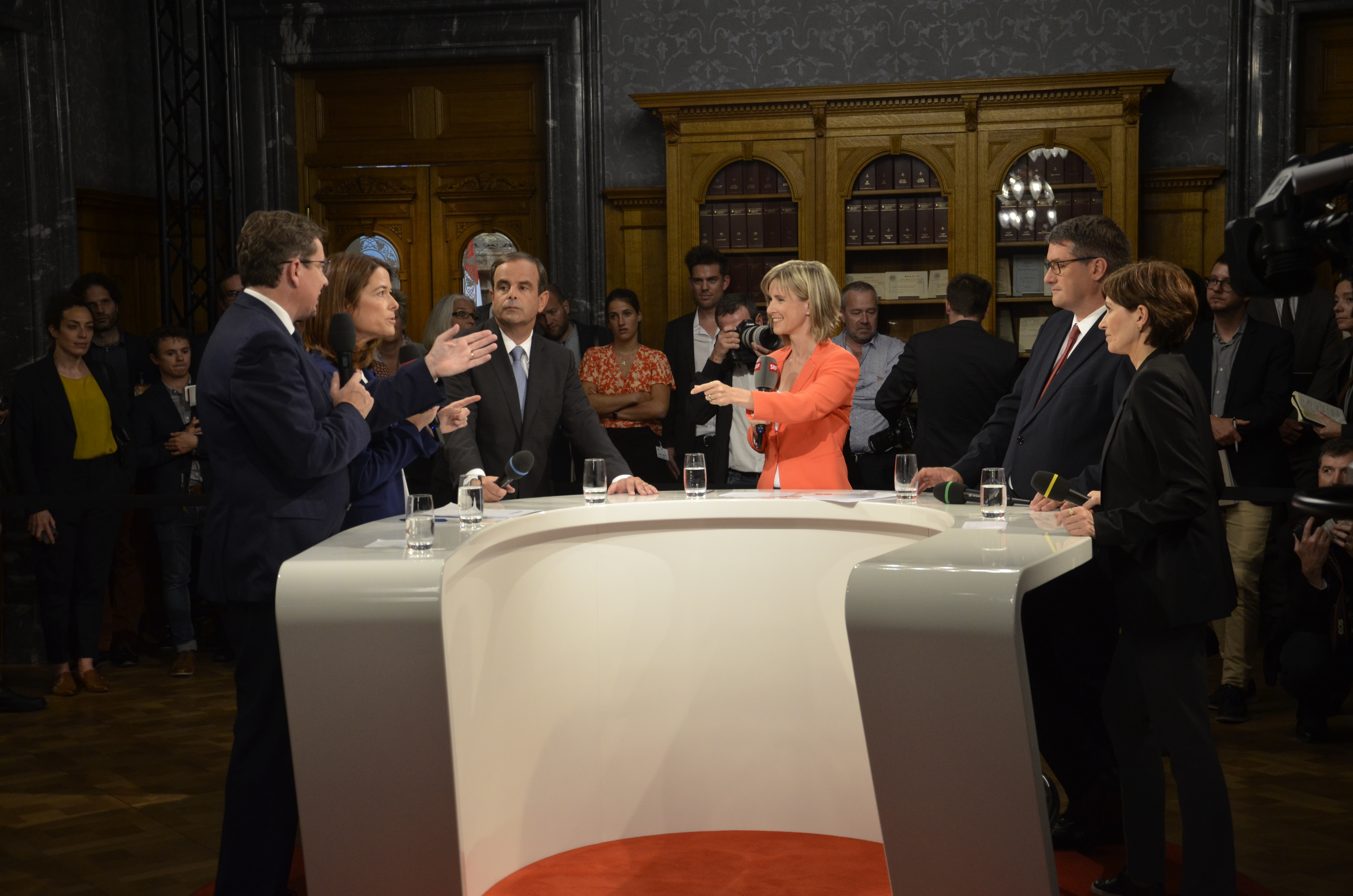
Am Wahltag 2019: Die Parteipräsidentinnen und -präsidenten der fünf grössten Parteien in der «Elefantenrunde» mit SRF-Journalistin Nathalie Christen

Politische Berichterstattung umfasst die journalistische Vermittlung politischer Prozesse, Entscheidungen und Akteure in einer Weise, welche es der Öffentlichkeit ermöglicht, politische Geschehnisse zu verstehen, zu bewerten und sich eine Meinung zu bilden. Sie unterscheidet sich von allgemeinen Nachrichtensendungen durch ihre thematische Tiefe, Kontextualisierung und häufigere Einbindung kontroverser Debatten und politischer Analyse. Nachrichtensendungen informieren nicht nur über Politik, sondern auch über Kultur, Sport, Wirtschaft usw. Sie berichten kurz und knapp über die wichtigen Dinge.
Die politische Berichterstattung im Schweizer Fernsehen ist ein Bestandteil des öffentlichen Medienauftrags der Schweizerischen Radio- und Fernsehgesellschaft (SRG SSR). Ereignisse müssen sachgerecht dargestellt werden sowie die Vielfalt der Ansichten widerspiegeln. Durch die ausgewogene Berichterstattung wird die Meinungsbildung und direkte Demokratie der Schweiz unterstützt.

## Geschichte
Einen bedeutenden Meilenstein in der politischen Berichterstattung im Schweizer Fernsehen markiert das Jahr 1959, als erstmals eine Wahl des Schweizer Bundesrates durch die Vereinigte Bundesversammlung live im Fernsehen übertragen worden ist. Um die Sendung im TV und gleichzeitig auch im Radio zu verfolgen, versammelten sich viele Menschen hinter den damals erst 78'700 Fernseh- und rund 1,5 Millionen Radio-Empfangsgeräten. Es wurden dafür teilweise eigens Säle gemietet. In Zürich kamen 2000 Personen im Kongresshaus zusammen, um die Übertragung auf einer Grossleinwand zu verfolgen. Möglich war dies dank einem speziellen Eidophor-Projektor.
Am 24. September 1968 wurde erstmals eine politische Debatte aus dem Schweizer Parlament vollständig live im Fernsehen übertragen. Im Nationalrat fand eine intensive Diskussion über die gewaltsame Niederschlagung des Prager Frühlings durch Truppen des Warschauer Pakts statt – ein Ereignis, das auch die internationale Politik stark bewegte. Die Debatte, die aussenpolitische Themen behandelte, fand bei voll besetzten Rängen im Ratssaal und auf der Zuschauertribüne statt. Die Übertragung dauerte fünfeinhalb Stunden.
Seither hat sich die politische Berichterstattung kontinuierlich weiterentwickelt. In den folgenden Jahrzehnten wurden politische Sendungen wie «Rundschau», «Arena» oder «Infrarouge» etabliert, welche parteipolitische Diskussionen, Hintergrundanalysen und aktuelle Debatten einem breiten Publikum zugänglich machen. 
Mit dem Aufkommen digitaler Kanäle und Online-Plattformen hat sich auch die Verfügbarkeit politischer Inhalte verändert. Heute werden Parlamentsdebatten regelmässig live auf SRF info sowie über den offiziellen Parlamentsstream auf parlament.ch übertragen. Diese Entwicklung spiegelt den zunehmenden Anspruch an Transparenz in der politischen Kommunikation wider.

## Politische Sendungen (Auswahl)
| Sendung                  | Sender   | Erstausstrahlung       |
| ------------------------ | -------- | ---------------------- |
| Arena                    | SRF 1    | 1993                   |
| Rundschau                | SRF 1    | 1968                   |
| Tagesschau (Nachrichten) | SRF 1    | 1953                   |
| Infrarouge               | RTS 1    | 2004                   |
| Classe politique         | RTS 2    | ca. 2006               |
| Contesto                 | RSI LA 1 | 2008–2011              |
| Democrazia Diretta       | RSI LA 2 | (Jahr nicht bestätigt) |

## Finanzierung
Die SRG ist unabhängig von wirtschaftlichen und politischen Interessengruppen, da sie sich grösstenteils durch die Medienabgabe finanziert. Die Finanzierung besteht zu 82 % aus der Medienabgabe, 13 % aus kommerziellen Erträgen und 5 % aus übrigen Erträgen.

## Herausforderungen und Kritik
Die politische Berichterstattung im öffentlich-rechtlichen Fernsehen der Schweiz steht regelmässig im Spannungsfeld zwischen journalistischem Auftrag, politischem Druck und sich wandelnden Mediengewohnheiten. Eine der grössten Herausforderungen für die öffentlich-rechtlichen Sender, insbesondere die SRG SSR, war die sogenannte No-Billag-Initiative, über die am 4. März 2018 abgestimmt wurde.
Die Initiative forderte die vollständige Abschaffung der obligatorischen Medienabgabe. Sie hätte zur Folge gehabt, dass der Bund keine Radio- und Fernsehgebühren mehr hätte erheben dürfen. Die Finanzierung der SRG SSR sowie anderer konzessionierter Sender wäre damit vollständig entfallen. Die Initiative wurde deutlich mit rund 71,6 % Nein-Stimmen abgelehnt.
Kritiker der Initiative warnten davor, dass eine Abschaffung der Medienabgabe vor allem die sprachliche und regionale Vielfalt der Schweiz gefährden würde. Ohne die solidarische Finanzierung wären Fernsehangebote in den vier Landessprachen – insbesondere in den weniger wirtschaftlich attraktiven Sprachregionen wie der italienisch- oder rätoromanischsprachigen Schweiz – kaum aufrechtzuerhalten. Die Medienabgabe ermöglicht es, auch in diesen Regionen unabhängige, journalistisch betreute politische Formate anzubieten und so den verfassungsmässigen Auftrag der medialen Grundversorgung zu erfüllen.

## Forschung zur Ausgewogenheit
Die Berichterstattung der SRG (SRF, RTS) über Volksabstimmungen ist laut einer Studie neutral und ausgewogen. Es gibt keine Hinweise auf eine systematische Bevorzugung bestimmter politischer Richtungen. Die SRG orientiert sich an Mehrheitspositionen und spiegelt die gesellschaftliche Meinungsvielfalt wider, so wie es ihrem öffentlich-rechtlichen Auftrag entspricht.